# Orlando-Haus
Selon les plans de l'architecte munichois Max Littmann, l'Orlando-Haus, dans la vieille ville de Munich, a été construite en 1900.  

## Description
Son nom (qui signifie Maison d'Orlando) est dû au fait que le compositeur Orlando di Lasso, vivait à cet endroit auparavant. Le bâtiment d'angle de cinq étages présente des formes internes et externes de la Renaissance allemande. Le rez-de-chaussée est très richement décoré. Au rez-de-chaussée et au sous-sol se trouvent des restaurants (Schuhbeck's Orlando) et des bureaux. Au rez-de-chaussée, il y a un escalier ouvert et une arcade.  
Le bâtiment est un monument classé sur la liste des monuments de Bavière.